# 657

## Починали
- 1 юни – Евгений I, римски папа